# Hippopodina ambita
Hippopodina ambita är en mossdjursart som först beskrevs av Hayward 1974.  Hippopodina ambita ingår i släktet Hippopodina och familjen Hippopodinidae. Inga underarter finns listade i Catalogue of Life.